# Geoffrey Bayldon

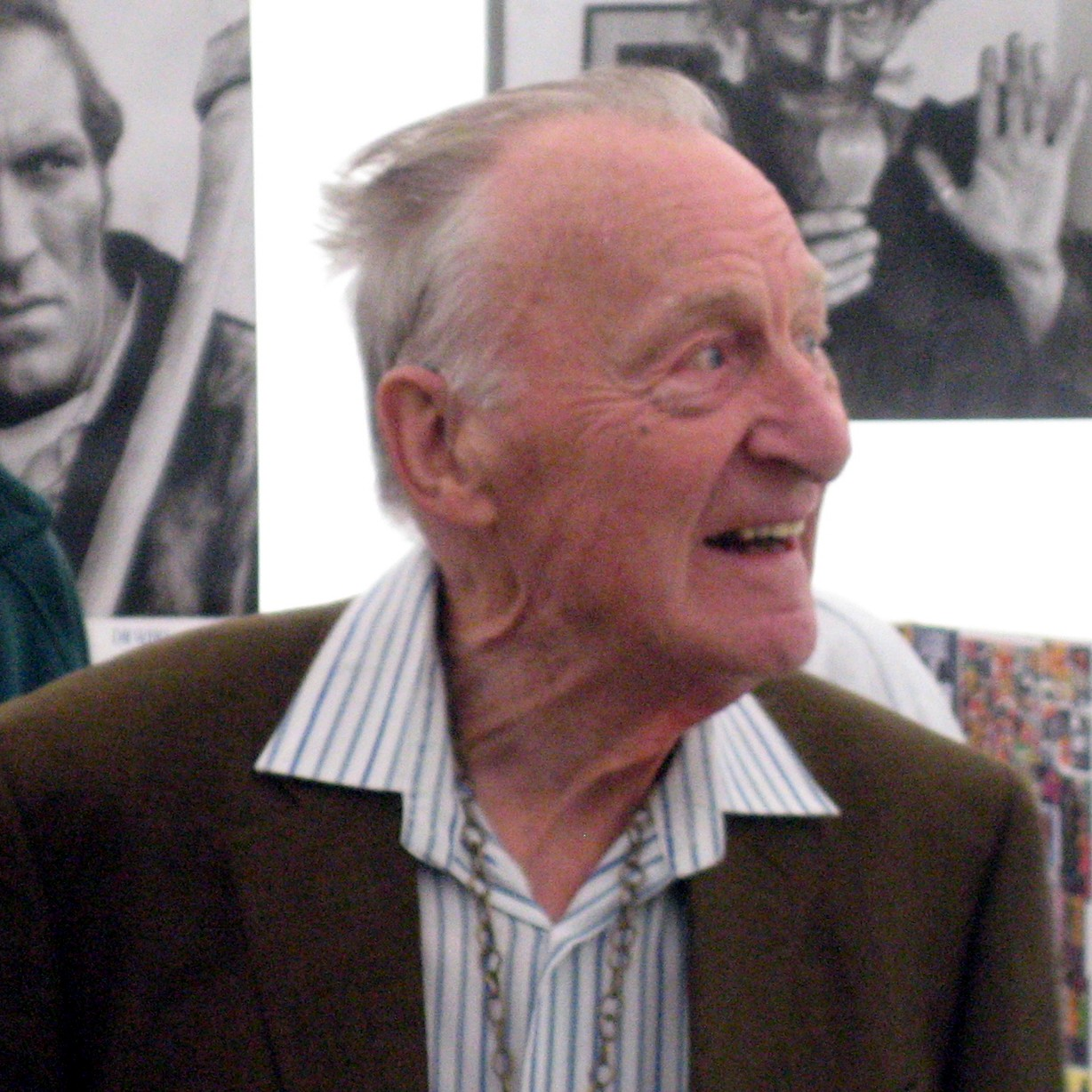
Geoffrey Bayldon (2009)

Albert Geoffrey Bayldon (* 7. Januar 1924 in Leeds, Yorkshire; † 10. Mai 2017 ebenda) war ein britischer Schauspieler. International bekannt wurde er in den 1970er Jahren mit der Hauptrolle in der Fernsehserie Catweazle.

## Leben
Der Sohn eines Schneiders erhielt nach seinem Militärdienst in der Royal Air Force in den Jahren 1947–1949 eine Schauspielausbildung bei Laurence Olivier an der Old Vic Theatre School in Bristol. Seinen ersten Bühnenauftritt hatte Bayldon dann 1949 in Tough at the Top, dem letzten Musical von Charles Blake Cochran. Von Olivier mit dem „Shakespeare-Virus“ angesteckt, brillierte Bayldon etwa im Shakespeare Memorial Theatre in Stratford-upon-Avon, im Citizen’s Theatre in Glasgow und im Birmingham Repertory Theatre vor allem in Shakespeare-Stücken. 1956 spielte Bayldon am Pariser Theater den Caesar in Caesar und Cleopatra. Neben seiner Theatertätigkeit spielte er in unzähligen Fernsehserien, wie in Mit Schirm, Charme und Melone (The Avengers), Simon Templar (The Saint) oder Geheimauftrag für John Drake (Danger Man) und einigen Kinoproduktionen mit. So spielte er beispielsweise in der James-Bond-Parodie Casino Royale (1967) die Rolle des Waffenmeisters Q. 
International bekannt wurde Bayldon durch die Hauptrolle in der 26-teiligen Jugendserie Catweazle, die 1970 und 1971 von der englischen London Weekend Television (LWT) ausgestrahlt wurde. In seiner Rolle als schrulliger angelsächsischer Magier des 11. Jahrhunderts war er durch extrem dicke Schminke kaum erkennbar. Seine Fähigkeit zu komischen Grimassen wurde dadurch allerdings kaum beeinträchtigt. Catweazle war eine der wenigen Hauptrollen seiner Film- und Fernsehkarriere, ansonsten war er meist als vielbeschäftigter Nebendarsteller tätig.
Bayldon trat außerdem in der Nebenrolle des Organon in der Folge The Creature from the Pit der Science-Fiction-Serie Doctor Who auf und war auch als Sprecher in zwei Hörspielen um Doctor Who zu hören: Auld Mortality und A Storm of Angels. Unter der Regie von Ex-Beatle Ringo Starr trat Bayldon 1972 in dem Rock-Film Born to Boogie als Kellner auf. Bayldon arbeitete auch als Synchronsprecher. Seine letzte Rolle übernahm er 2010 in einer Episode der britischen Fernsehserie My Family.
Sein langjähriger Lebensgefährte bis zu dessen Tod war der Schauspieler Alan Rowe (1926–2000). Bayldon starb im Mai 2017 im Alter von 93 Jahren an einer Atemwegserkrankung.

## Auszeichnungen
- 1998 als „Bester Schauspieler“ bei den Royal Midland Television Awards

## Filmografie (Auswahl)
- 1952: The Stranger Left No Card (Kurzfilm)
- 1958: Die gelbe Hölle (The Camp on Blood Island)
- 1958: Die letzte Nacht der Titanic (A Night To Remember)
- 1958: Dracula
- 1959: Die schwarze Lorelei (Whirlpool)
- 1959: Das Bittere und das Süße (The Rough and the Smooth)
- 1959: Die Nacht ist mein Feind (Libel)
- 1960: Bankraub des Jahrhunderts (The Day They Robbed the Bank of England)
- 1960: Suspect
- 1962: Der längste Tag (The Longest Day)
- 1963: 55 Tage in Peking (55 Days at Peking)
- 1964: Becket
- 1964, 1967: Simon Templar (Fernsehserie, 2 Folgen)
- 1965: Luther
- 1965: Sie nannten ihn King (King Rat)
- 1965: Dolche in der Kasbah (Where the Spies Are)
- 1967: Casino Royale
- 1967: Geheimauftrag K (Assignment K)
- 1967: Junge Dornen (To Sir, With Love)
- 1968: Inspektor Clouseau (Inspector Clouseau)
- 1968: Todestanz eines Killers (A Dandy in Aspic)
- 1969: Frankenstein muss sterben! (Frankenstein Must Be Destroyed)
- 1969: Ein Pechvogel namens Otley (Otley)
- 1970: Totentanz der Vampire (The House That Dripped Blood)
- 1970: Scrooge
- 1970: The Bushbaby
- 1970–1971: Catweazle (Fernsehserie, 26 Folgen)
- 1972: Black Beauty (Fernsehserie, 2 Folgen)
- 1972, 1991: Van der Valk (Fernsehserie, 2 Folgen)
- 1972: Asylum
- 1972: Born to Boogie
- 1976: Inspektor Clouseau, der „beste“ Mann bei Interpol (The Pink Panther Strikes Again)
- 1977: Charleston – Zwei Fäuste räumen auf (Charleston)
- 1977–1978: Devenish (Fernsehserie, 8 Folgen)
- 1978–1979: Der Doktor und das liebe Vieh (All Creatures Great and Small; Fernsehserie, 3 Folgen)
- 1978: Fünf Freunde (The Famous Five, Fernsehserie, Folge 1×12 ...als Retter in der Not)
- 1979: Doctor Who (Fernsehserie, drei Folgen)
- 1979–1981: Die Vogelscheuche (Worzel Gummidge, Fernsehserie, 22 Folgen)
- 1980: The Monster Club
- 1983: Bullshot
- 1988: Madame Sousatzka
- 1991: Necessary Love
- 1993–1994: Magic Grandad
- 1994: Tom & Viv
- 1997: Robin Hood (The New Adventures of Robin Hood, Fernsehserie, 1 Folge)
- 1998–2001: Fort Boyard (Fernsehserie, 4 Folgen)
- 2000: Inspector Barnaby (Midsomer Murders, Fernsehserie, Folge Drei tote alte Damen)
- 2004: Der Duft von Lavendel (Ladies in Lavender)
- 2004: Waking the Dead – Im Auftrag der Toten (Waking the Dead, Fernsehserie, 2 Folgen)
- 2007: New Tricks – Die Krimispezialisten (New Tricks, Fernsehserie, 1 Folge)
- 2010: My Family (Fernsehserie, 1 Folge)
- 2010: Love/Loss